# Morsalines
Morsalines est une ancienne commune française du département de la Manche et de la région Normandie.
Le 1er janvier 2019, elle fusionne avec sa voisine Quettehou au sein de la commune nouvelle de Quettehou ; elle prend alors le statut administratif de commune déléguée, qu'elle perd le 25 mai 2020.

## Géographie

### Localisation
Son bourg est à 2,5 km au sud de Quettehou, à 12 km à l'est-nord-est de Montebourg et à 15 km au nord-nord-est de Valognes.
Les communes limitrophes sont Quettehou et Crasville.

### Hydrographie
Située entre Saire et Sinope, Morsalines n'appartient à aucun bassin important et possède donc ses propres fleuves dont le principal est le Godey.

### Milieux naturels et biodiversité
Morsalines fait partie du parc naturel régional des Marais du Cotentin et du Bessin.

#### Le rivage
Morsalines a donné son nom à la baie située à l'ouest de la Hougue.
Le rivage de la commune est contigu à celui de Quettehou. Il est en partie bordé d'habitations, villégiatures cossues, dont certaines sont inspirées par l'esthétique balnéaire normande, mais étrangère au Cotentin, ou d'anciennes maisons de pêcheurs réhabilitées. Il offre un panorama sur la presqu'île de la Hougue et son fort. Son littoral a attiré de nombreux peintres tels qu'Antoine Guillemet, Georges Moteley, Marie-Joseph Iwill ou Maurice Pigeon. En 1905, Charles Frémine décrivait ainsi son rivage, avec ses « rudes assises de granit, des murs de forteresses, des amas de galets, tout un noir pêle-mêle de madriers, de pieux et de brise-lames » et la trame d'un « dédale de ruelles sablonneuses, de cours à canards, de passage enchevêtrés ».
L'estran est particulièrement étendu à cet endroit (2 km environ), et on peut, par grandes marées, traverser la baie à pied. On y trouve divers fruits de mer et notamment des coques, des bigorneaux et des couteaux. La baie de Morsalines fait également l'objet d'ostréiculture, mais les parcs sont localisés en dehors des abords du rivage. La baie, protégée par la presqu'île de la Hougue est un lieu privilégié pour la pratique du wingsurf et autres sports nautiques.

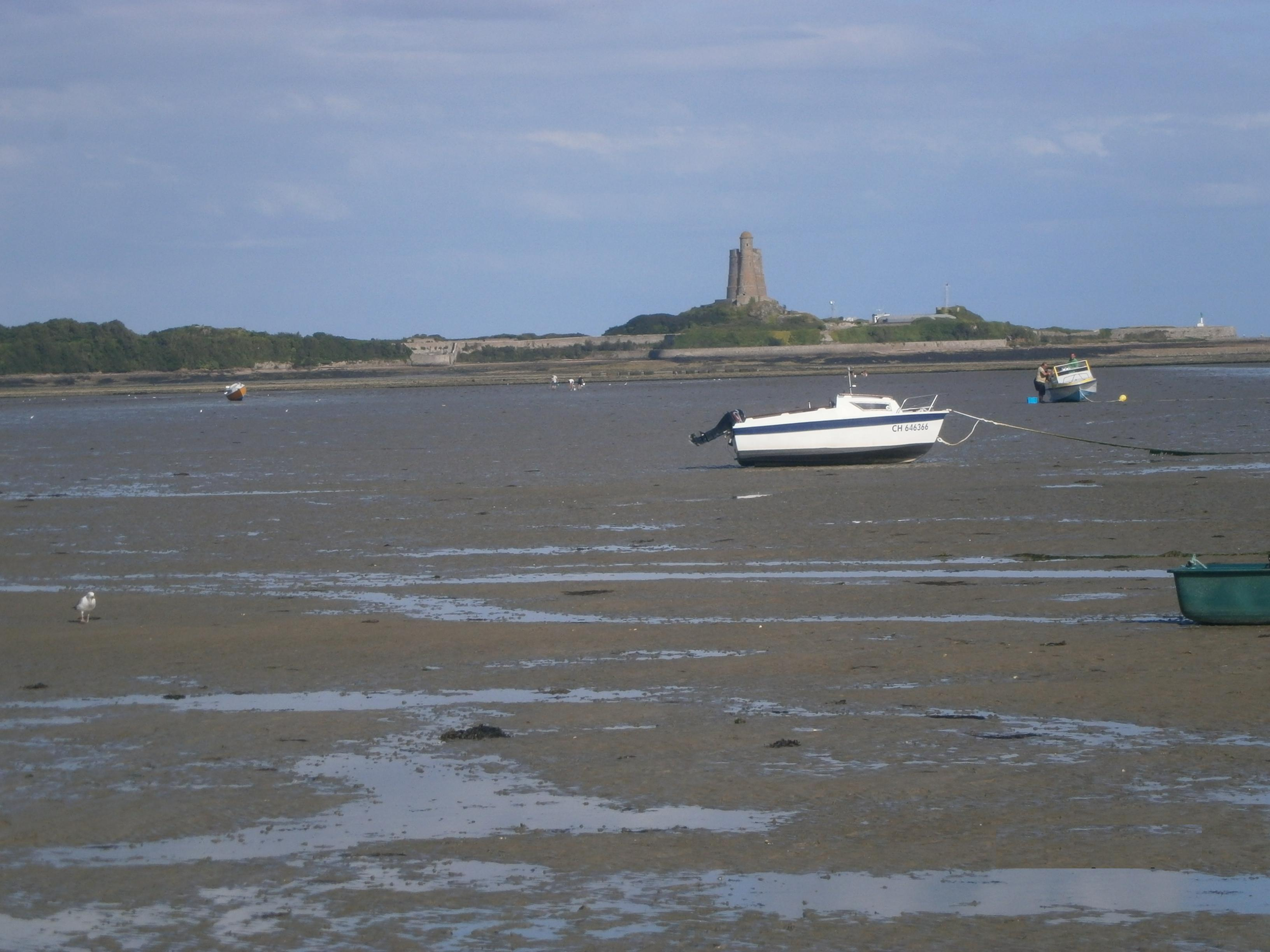
Le rivage à marée basse.
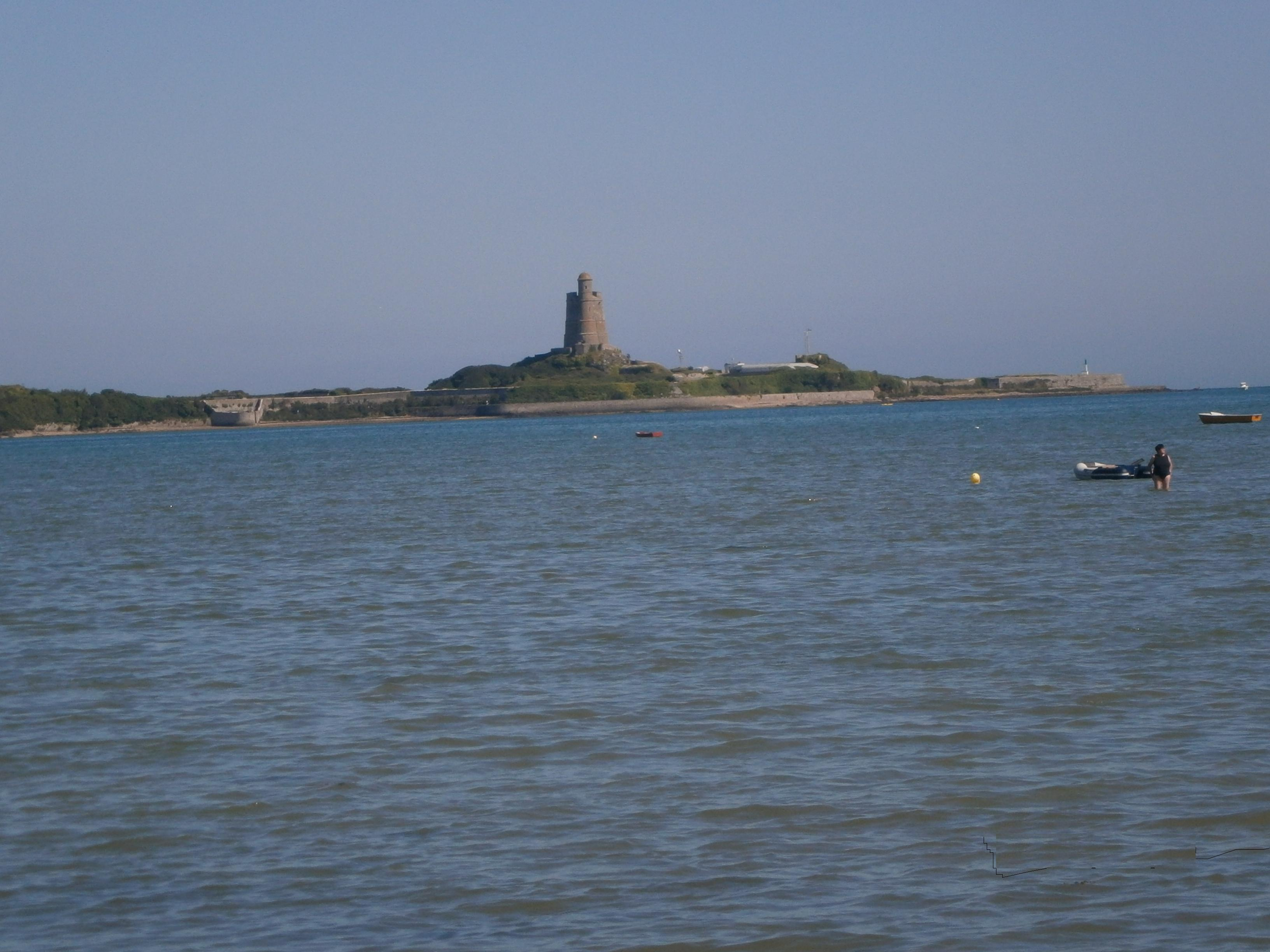
Le rivage à marée haute.

## Toponymie
Le nom de la localité est attesté sous les formes Morsalin en 1040/1066,, de Morsalinis 1159/1181, Morsalines vers 1280, Morsalina sans date.
Albert Dauzat considère ce toponyme comme obscur, émet tout de même deux hypothèses autour d'un anthroponyme germanique Maur, suivi du latin salinum (« salin ») ou mieux le germanique sala (« maison »), suivi du suffixe -inum.
Selon François de Beaurepaire, il s'agit plus simplement de « mortes salines », c'est-à-dire « abandonnées » (à la suite d'un recul du rivage ?). Il y avait jadis de nombreuses salines sur les côtes du Cotentin.
René Lepelley reprend l'hypothèse de François de Beaurepaire, selon lui les marais salants ont été abandonnés au XIe siècle.
Il est à noter qu'aucune forme ancienne ne contient l'élément Mort-, on peut donc supposer que le [t] s'était déjà amuï au XIe siècle. En outre, la plus ancienne forme Morsalin implique que le masculin salin avait déjà le sens de « saline » au XIe siècle, or ce sens ne semble pas être attesté avant le XIXe siècle et le terme salin lui-même n'est pas mentionné avant le XVIe siècle. Aussi peut-on se demander ce que signifie « salin de Maur », évoqué dans la première hypothèse. Le mot saline au sens de « marais salant » est enregistré dès le début du XIIIe siècle, c'est-à-dire antérieurement au mot salin.

## Histoire

### Moyen Âge
Une notice de l'abbaye de Fécamp, rédigée entre 1040 et 1060, nous apprend que Muriel d'Amblie abandonna à l'abbaye sa terre de Marchésieux et celle de Morsalines.
Le 12 juillet 1346, le roi d'Angleterre Édouard III et ses troupes accostèrent à la Hougue. Le roi passa cinq nuits, peut-être  dans le manoir appartenant aux moines de Montebourg, devenu le lieudit la Peintrerie, à Morsalines où il avait établi son cantonnement afin de regrouper son armée avant de ravager le Val de Saire, incendier Barfleur et de poursuivre sa chevauchée jusqu'à Crécy. Sur l'emplacement du camp d'Édouard III, on édifia au XVIIe siècle un nouveau manoir, La Peinterie.

### Temps modernes
En 1519, Jacques du Prael, écuyer, est qualifié de seigneur de Morsalines et de Ravenoville.
François Ier, lors de sa visite en 1532 dans le Cotentin, logea au village et dit-on apprécia le cidre de Morsalines.
En 1567, Jacques du Prael, écuyer, baron de la Hougue et Morsalines, est taxé pour ses deux fiefs de 20 livres dans le rôle des nobles et roturiers, au titre du ban et de l'arrière ban de la vicomté de Coutances, réalisé par Gilles Dancel, seigneur d'Audouville, lieutenant général du bailli de Cotentin, tenu à Coutances les 20-22 octobre. Le fief de Morsalines valait un quart de fief de haubert.
Sous Louis XIV, se crée un embryon de défense linéaire de la côte de la Hougue. À Morsalines on crée deux redoutes dont il ne reste plus de trace si ce n'est dans la toponymie locale avec le lieu-dit la Redoute. Elles étaient encore bien visibles sur les cartes marines de 1836. La grande redoute de Morsalines datant de 1688 a été désarmée en 1856 et fut détruite par les Allemands en 1942 pour aménager une batterie.

### Époque contemporaine

#### Seconde Guerre mondiale
En 1944, les Alliés débarquèrent en Normandie. Or c’est de Morsalines et La Pernelle que les Allemands dirigeaient l’artillerie placée en défense côtière sur la pointe de Saire, dans le cadre du mur de l'Atlantique. À la suite d'imprévus météorologiques, le débarquement américain eut lieu de manière fortuite à Utah Beach, à deux kilomètres au sud de l’emplacement programmé à Saint-Martin-de-Varreville. Cela mit les batteries de Morsalines hors de portée des attaquants et évita ainsi des pertes à l’armée américaine. Cela permit aussi à la commune d'échapper à un bombardement plus important.

#### XXIesiècle
Le 1er janvier 2019, Morsalines fusionne avec Quettehou pour créer la commune nouvelle de Quettehou par arrêté préfectoral du 20 décembre 2018. Les deux anciennes communes sont devenues des communes déléguées du 1er janvier 2019 au 25 mai 2020.

## Politique et administration

### Découpage territorial
Morsalines fait partie de la communauté d'agglomération du Cotentin (précédemment de la communauté de communes du Val de Saire).

### Liste des maires

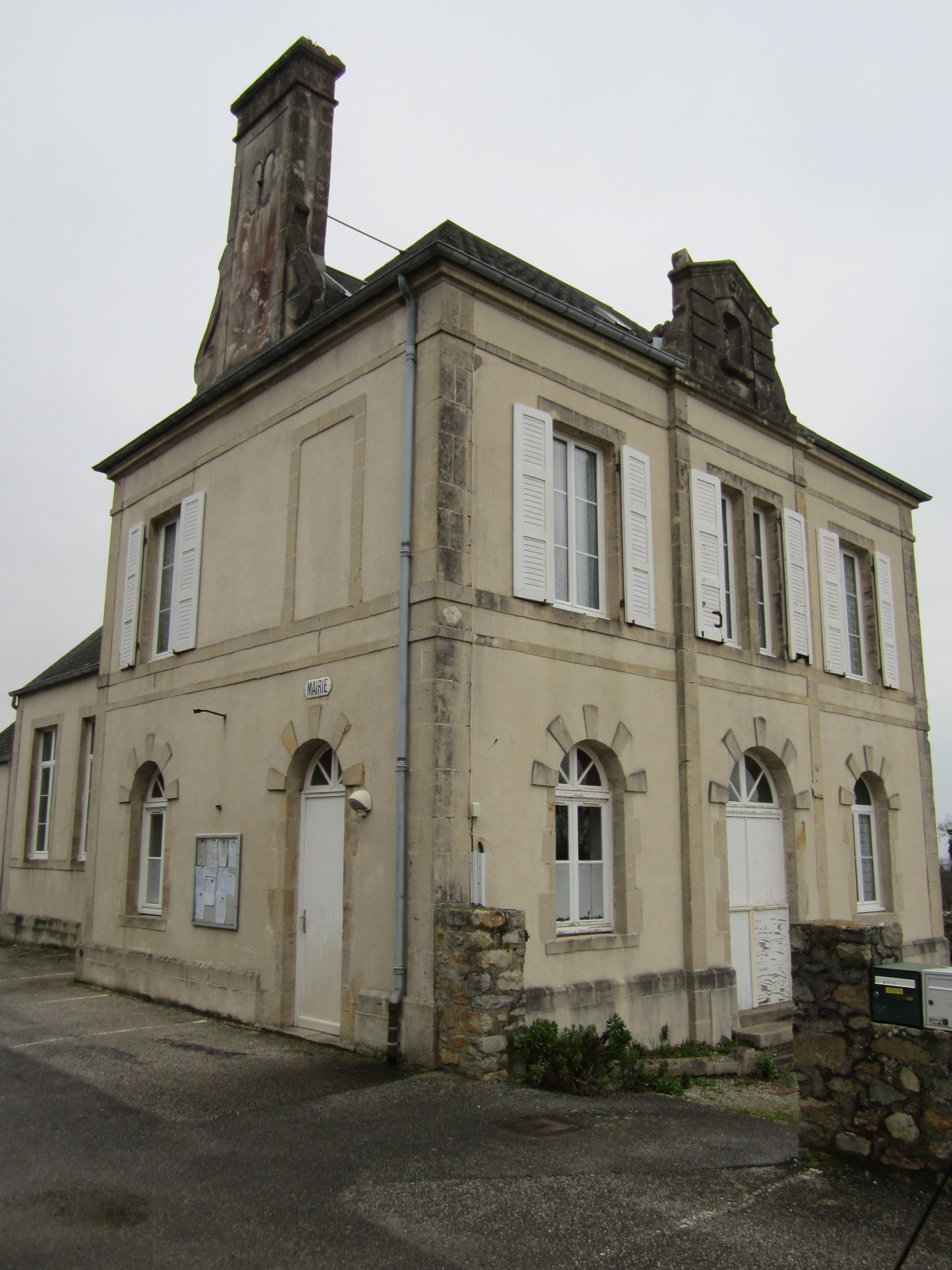
L'ancienne mairie.

| Période                                  | Période       | Identité                | Étiquette | Qualité                        |
| ---------------------------------------- | ------------- | ----------------------- | --------- | ------------------------------ |
| 1802                                     | 1808          | Guillaume Pillet        |           |                                |
| 1808                                     | 1819          | Bon Legendre            |           |                                |
| 1819                                     | 1831          | Yves Enault             |           |                                |
| 1831                                     | 1853          | Louis Legendre          |           |                                |
| 1853                                     | 1862          | Louis Leconte           |           |                                |
| 1862                                     | 1871          | Charles Leconte         |           |                                |
| 1871                                     | 1873          | Charles Typhaigne       |           |                                |
| 1873                                     | 1892          | Jean Collas             |           |                                |
| 1892                                     | 1904          | Honoré Joly             |           |                                |
| 1904                                     | 1906          | Nicolas Joly            |           |                                |
| 1906                                     | 1907          | Henri Mouchel           |           |                                |
| 1907                                     | 1911          | Maurice Grillon         |           |                                |
| 1911                                     | 1926          | Auguste Typhaigne       |           |                                |
| 1926                                     | 1933          | Jean Lemarié            |           |                                |
| 1933                                     | 1957          | Michel Letellier        |           |                                |
| 1957                                     | 1959          | Louis Brix              |           |                                |
| 1959                                     | 1981          | Jean Varin              |           |                                |
| 1981                                     | mars 2001     | Auguste Collas          | SE        | Agriculteur                    |
| mars 2001                                | novembre 2003 | Jacques Lefèvre         | SE        |                                |
| novembre 2003                            | décembre 2003 | Auguste Crestey         | SE        | Agriculteur, maire par intérim |
| décembre 2003                            | avril 2014    | Guy Monnier             | SE        | Installateur téléphonique      |
| avril 2014                               | mai 2020      | Sandrine Mouchel Revert | SE        | Agricultrice                   |
| Les données manquantes sont à compléter. |               |                         |           |                                |

## Population et société
Les habitants de la commune sont appelés les Morsalinais.

### Démographie
En 2018, la commune comptait 205 habitants. Depuis 2004, les enquêtes de recensement dans les communes de moins de 10 000 habitants ont lieu tous les cinq ans (en 2005, 2010, 2015, etc. pour Morsalines) et les chiffres de population municipale légale des autres années sont des estimations. 
Morsalines a compté jusqu'à 701 habitants en 1806.
| 1793 | 1800 | 1806 | 1821 | 1831 | 1836 | 1841 | 1846 | 1851 |
| ---- | ---- | ---- | ---- | ---- | ---- | ---- | ---- | ---- |
| 488  | 481  | 701  | 536  | 523  | 553  | 543  | 540  | 490  |

| 1856 | 1861 | 1866 | 1872 | 1876 | 1881 | 1886 | 1891 | 1896 |
| ---- | ---- | ---- | ---- | ---- | ---- | ---- | ---- | ---- |
| 439  | 450  | 439  | 390  | 391  | 382  | 343  | 362  | 315  |

| 1901 | 1906 | 1911 | 1921 | 1926 | 1931 | 1936 | 1946 | 1954 |
| ---- | ---- | ---- | ---- | ---- | ---- | ---- | ---- | ---- |
| 315  | 292  | 265  | 238  | 217  | 210  | 233  | 208  | 198  |

| 1962 | 1968 | 1975 | 1982 | 1990 | 1999 | 2005 | 2010 | 2015 |
| ---- | ---- | ---- | ---- | ---- | ---- | ---- | ---- | ---- |
| 198  | 162  | 148  | 184  | 228  | 206  | 219  | 204  | 201  |

| 2018 | - | - | - | - | - | - | - | - |
| ---- | - | - | - | - | - | - | - | - |
| 205  | - | - | - | - | - | - | - | - |

### Cultes
L'église Notre-Dame dépend, aujourd'hui, du doyenné de Valognes-Val-de-Saire.

## Économie
À la fin du XIXe siècle, les familles du rivage vivent de la pêche embarquée ou à pied.
Aujourd'hui la baie de Morsalines abrite de nombreux parcs à huitres, visibles à marée basse.

## Culture locale et patrimoine

### L'église Notre-Dame

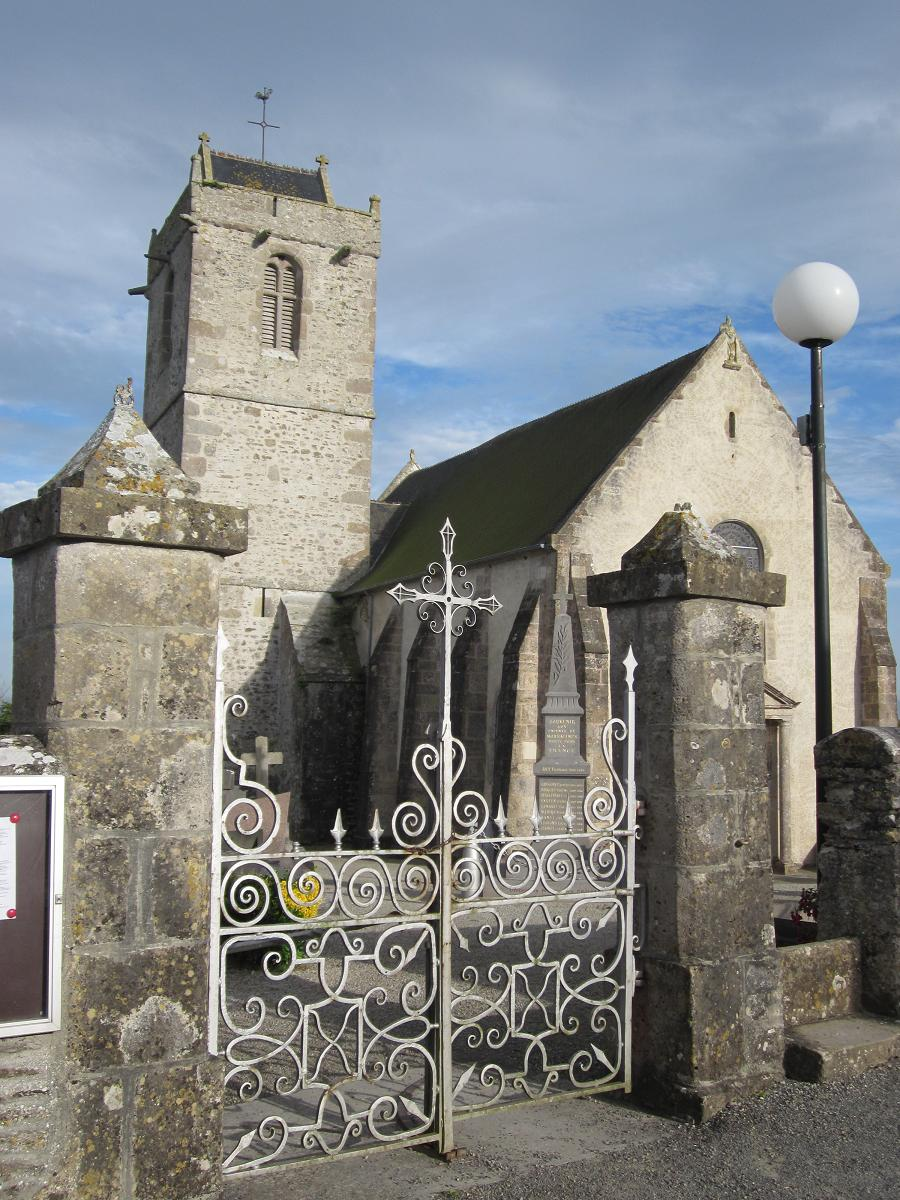
L'église Notre-Dame.

Son clocher à encorbellement sans flèche et qui a l'aspect d'un donjon pourrait avoir eu une fonction défensive. Il daterait du XIe ou XIIe siècle, mais serait sans doute contemporain de celui de Quettehou (fin XVe siècle) et a été modifié au XVIIe siècle.
Le chœur et la nef datent du XVIIe siècle.
La construction de la chapelle du Rosaire remonte à 1674. Cette chapelle a été voûtée en 1682. Des travaux ont été effectués de 1668 à 1704 sous le pastorat de Jean Touzard, curé de Morsalines. En 1740, d’importants travaux de restauration ont encore été effectués : une partie du mobilier, des chapelles latérales ainsi qu'une chapelle pour la sacristie ont été ajoutés. Ces travaux ont été entrepris sous le pastorat du curé de Morsalines, Nicolas Massieu.
L’église est inscrite au titre des monuments historiques par arrêté du 25 janvier 1994. La commune et l'association de sauvegarde de l'église de Morsalines ont entrepris des travaux de restauration dans les chapelles du Rosaire et Sainte-Barbe, dans le chœur et la nef. À l'intérieur, le retable est classé au titre objet aux monuments historiques. Il fut exécuté en 1740.

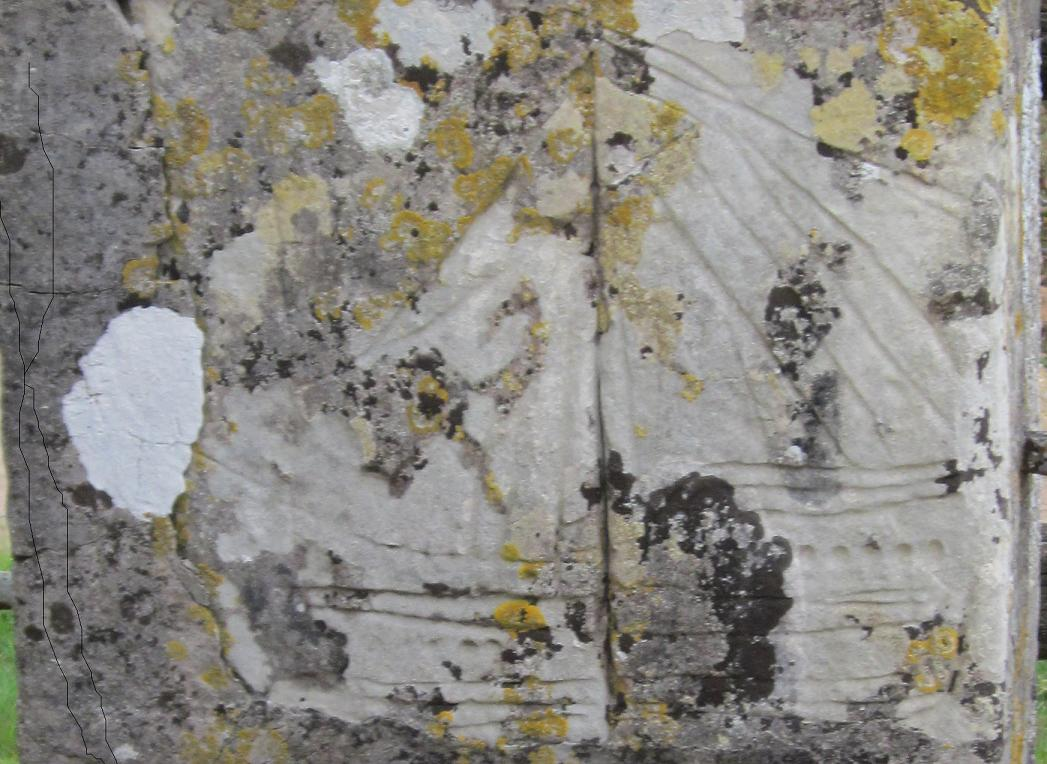
Graffiti de caravelle (XVIe siècle) sur un poteau de l'entrée est du cimetière.

Sur les côtés, se trouvent deux statues en terre cuite de Valognes, l’une de saint Blaise l’autre de saint Maur. Les autels des deux chapelles sont remarquables. Au-dessus de l’autel, une statue polychrome de sainte Barbe veille sur sa chapelle. Cette statue du XVe siècle en pierre est également classée.
On peut voir, gravées dans la pierre à l'extérieur de l'église, des représentations de navires. Ces graffitis marins datent du XVIIe ou XVIIIe siècle. Certains sont gravés sur la clôture du cimetière. Le plus grand se trouve sur le contrefort d'un pilier de l'entrée du cimetière donnant sur l'avenue de la Peinterie et représente une caravelle (XVIe). Ces graffitis constitueraient des ex-votos correspondant à une demande de protection ou à une action de grâce à la suite d'un sauvetage en mer, au retour d’un long voyage…

### La Peinterie
Cette ferme-manoir date du XVIIe siècle, elle possède une échauguette sur la maison d'habitation et une autre sur une dépendance. Dans la cour de l'habitation se trouve un puits fontaine couvert qui daterait de la construction antérieure. Elle est construite sur le site d'un ancien manoir, dépendant de l'abbaye de Montebourg, où le roi anglais Édouard III aurait établi son camp après son débarquement à la Hougue en 1346,.

### La redoute
Morsalines comportait jadis un ensemble de deux redoutes actuellement détruites, et dont ne subsistent que les soubassements. Ces restes ont servi aux Allemands durant la Seconde Guerre mondiale pour y établir un des bunkers de la batterie de Morsalines. Les redoutes étaient de petits ouvrages fortifiés édifiées sous Louis XIV qui servaient à la surveillance et la défense des côtes. Plusieurs redoutes existaient entre Morsalines et Quinéville. La grande redoute bâtie en 1688 sera désarmée en 1856 et rasée par les allemands en 1942. En 1702, celle-ci, armée de canons de neuf livres, entretenait en permanence trois canonniers et une garde de cinq hommes.

### Les batteries de Morsalines

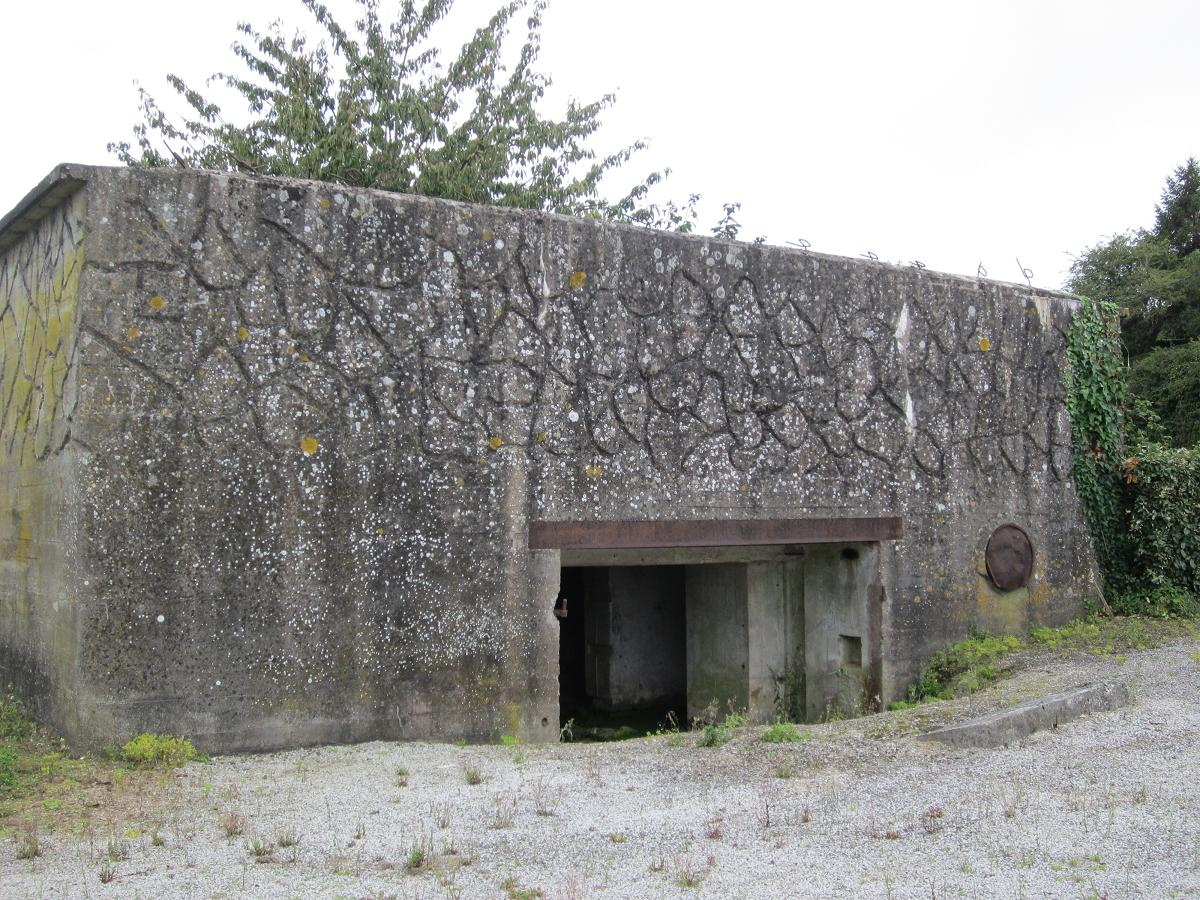
La batterie de la Pinoterie.

Durant la Seconde Guerre mondiale, la batterie de la Pinoterie située à une altitude de 80 m à flanc de colline, au nord du phare actuel où se trouvait un poste de direction de tir, construite dès 1941, était la plus ancienne de la côte orientale du Cotentin. Elle se composait de six pièces françaises de 155 mm datant de la Première Guerre mondiale, installées à l’air libre sur des aires bétonnées. En raison de leur portée, elles pouvaient atteindre le secteur de Varreville, où les Américains avaient choisi de débarquer.
Le logement des officiers devait se situer probablement dans l'ancien fort de Grenneville (Crasville).
Assez astucieusement camouflée, la batterie échappa longtemps à l’attention des Alliés, mais finit par subir en mai 1944 un bombardement dévastateur qui détruisit ou endommagea la moitié de ses canons. Elle fut alors déplacée en retrait.
En raison de cette nouvelle position et du fait que les Américains, par erreur, prirent pied le 6 juin sur une plage située deux kilomètres au sud de l’endroit prévu, la batterie de Morsalines ne put en rien entraver les opérations de débarquement. Devenus inutiles sur place, ses canons furent transportés à l’intérieur de la forteresse de Cherbourg.
Au lieu-dit la Redoute, à l'emplacement de la grande redoute de Morsalines (1688), subsistent les vestiges d'un blockhaus allemand de la Seconde Guerre mondiale.

### Le phare des Arquets
Situé dans les prés, à 800 mètres du rivage et à 70 mètres d'altitude, il fut reconstruit en 1955 un peu plus à l'est après la destruction lors de la Seconde Guerre mondiale par les Allemands de l'ancien phare qui servait de repère pour l'aviation alliée.
Le phare de Morsalines participe au balisage de la rade de Saint-Vaast-la-Hougue. Il est accroché à la colline un peu en retrait de la côte. Sa lanterne peinte en vert est disposée de manière excentrée au sommet d'une tour octogonale blanche en béton armé.
La hauteur de sa tour est de 13 mètres. Sa portée est de 11 milles pour le secteur blanc et de 8 milles pour les secteurs rouges et verts. Il forme avec le feu du fort de la Hougue un alignement pour accéder à la baie de Morsalines.

### Ancienne ligne de chemin de fer
La gare de Morsalines était une halte de l'ancienne ligne de Valognes Montebourg à Saint-Vaast et à Barfleur (déclassée). Le tracé de la voie est encore partiellement visible, l'ancien bâtiment de la route de la Baie est devenu une habitation privée.

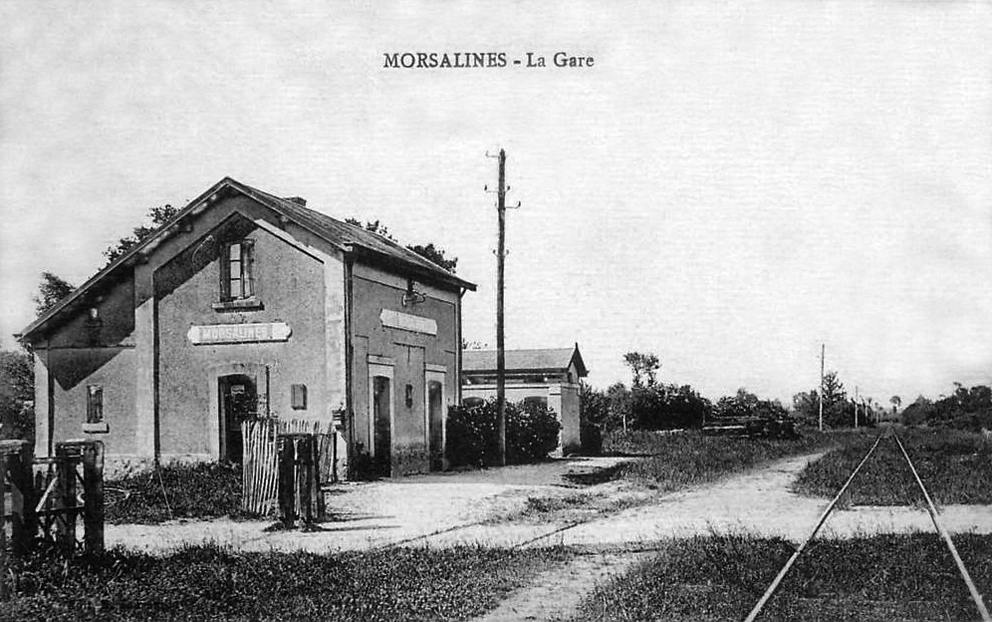
L'ancienne gare de Morsalines.
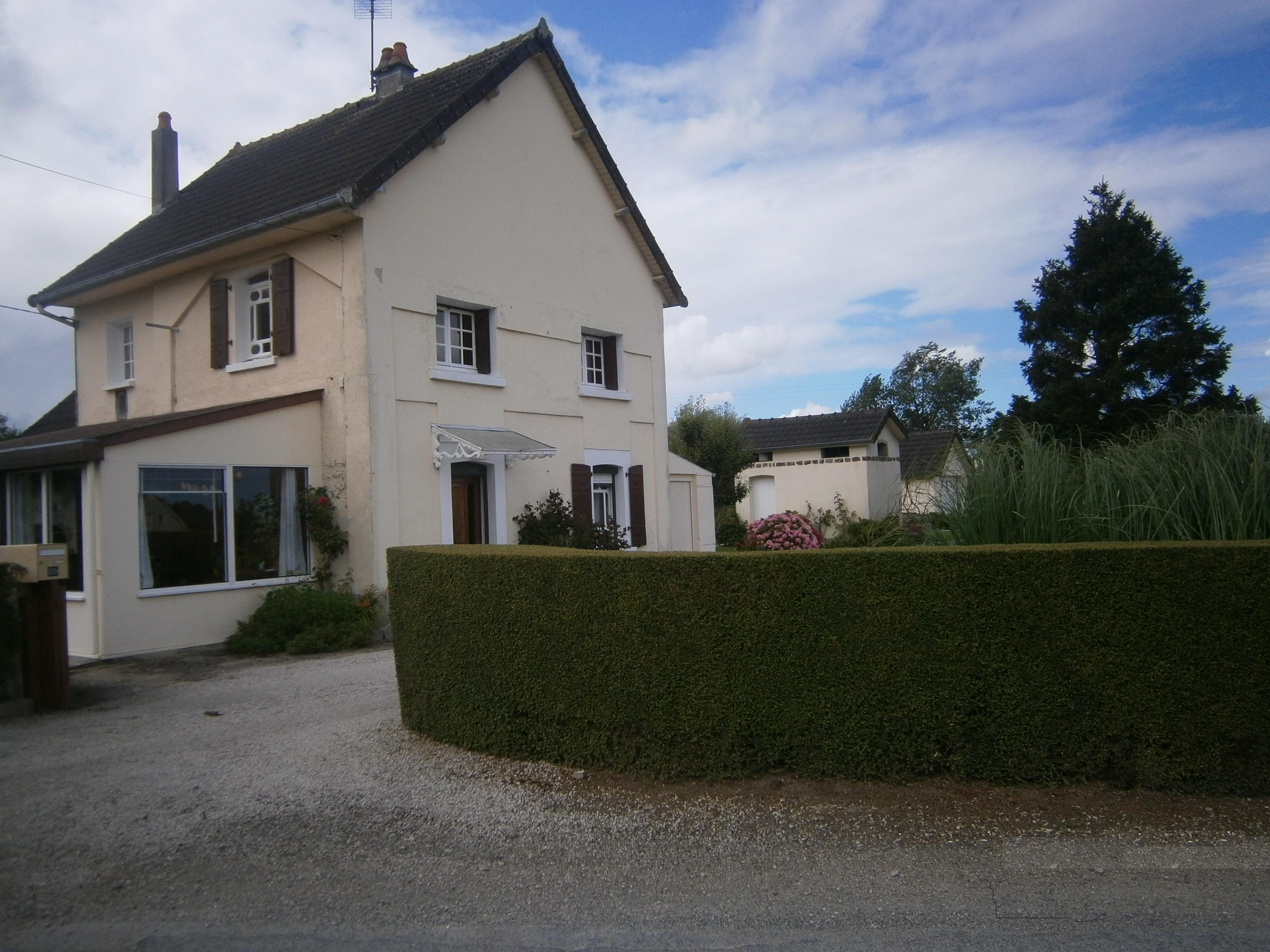
Vue actuelle.

### Autres lieux et monuments
Croix de chemin dite la Petite Croix (XIXe siècle), croix de cimetière (XVIIe siècle), et graffiti dans le cimetière représentant un navire (XVIIIe siècle) et lavoir.
Pour mémoire
Trois moulins étaient situés sur le territoire communal.

### Personnalités liées à la commune
À partir de 1881, le peintre Antoine Guillemet a représenté de nombreuses fois la baie de Morsalines. Le peintre Adolphe La Lyre a lui aussi produit quelques tableaux représentant le rivage de Morsalines.
Le tableau de Félix Buhot intitulé Morsalines se réfère également à la commune.

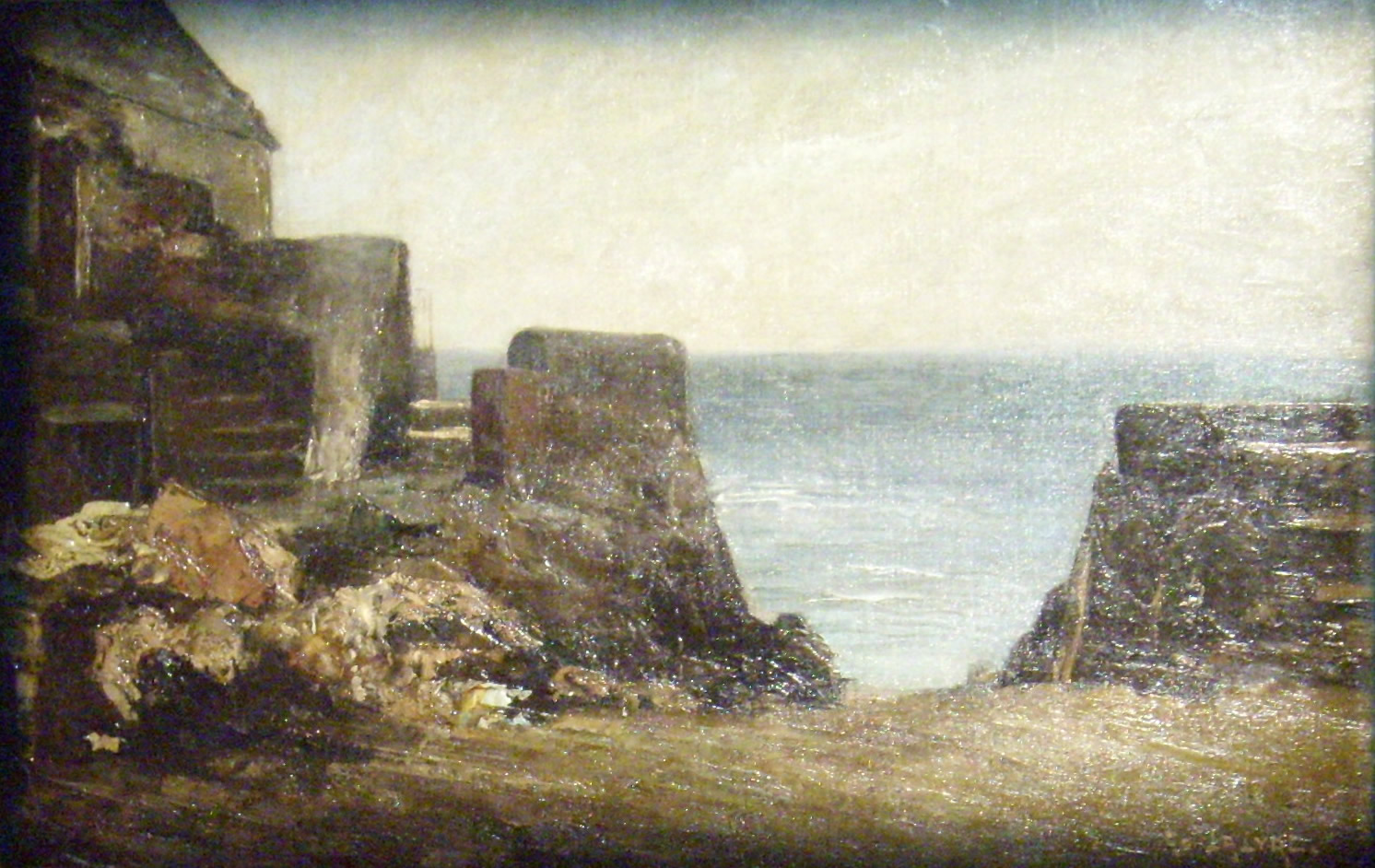
La Lyre, Morsalines, descente vers la grève.
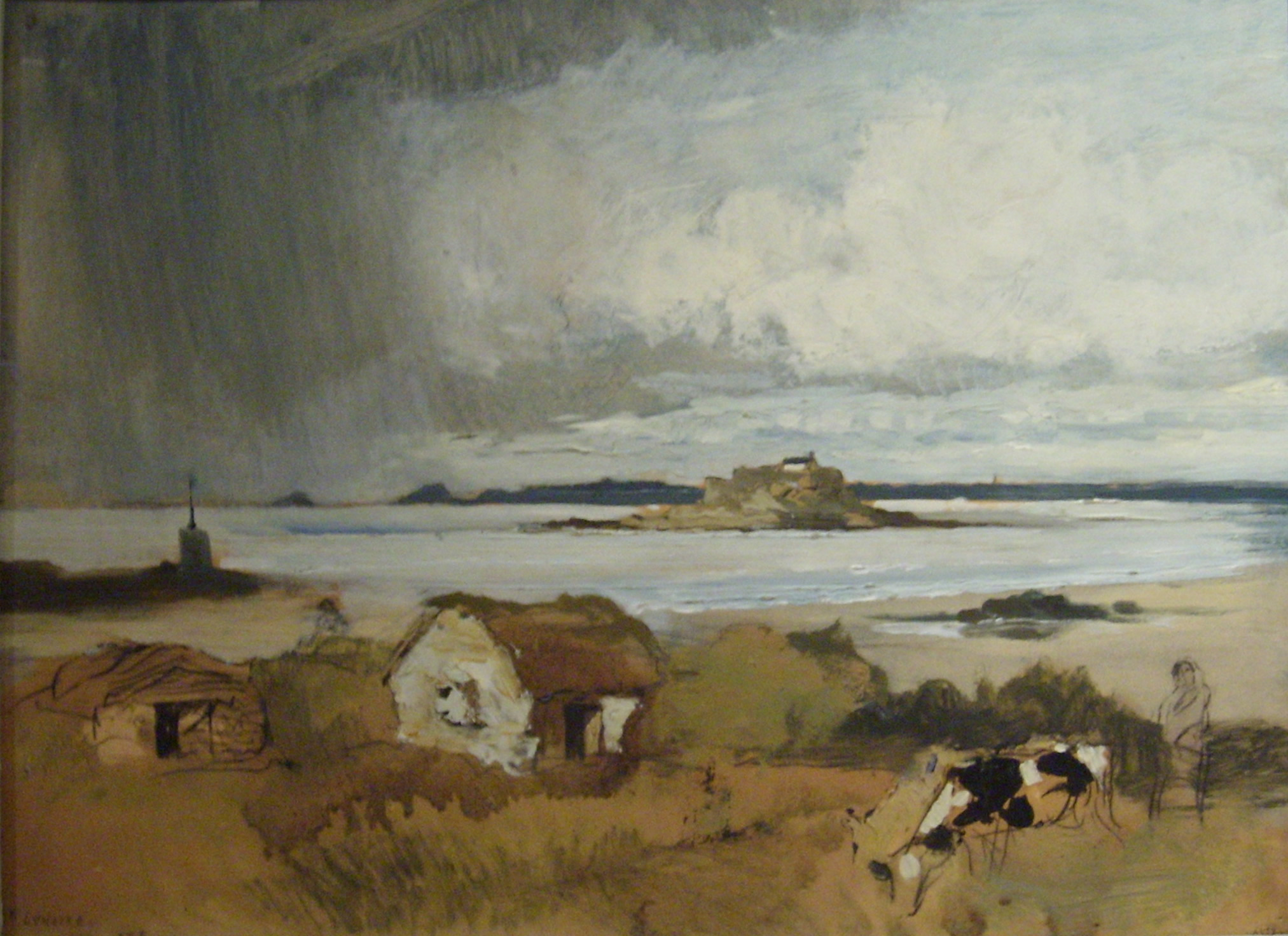
Félix Buhot, Morsalines.